# Santa Inês (Paraíba)
Pour les articles homonymes, voir Santa Inês.
Santa Inês est une ville brésilienne du sud-ouest de l'État de la Paraíba.
Sa population était estimée à 3 707 habitants en 2007. La municipalité s'étend sur 324 km2.